# سروکاج کوتوله

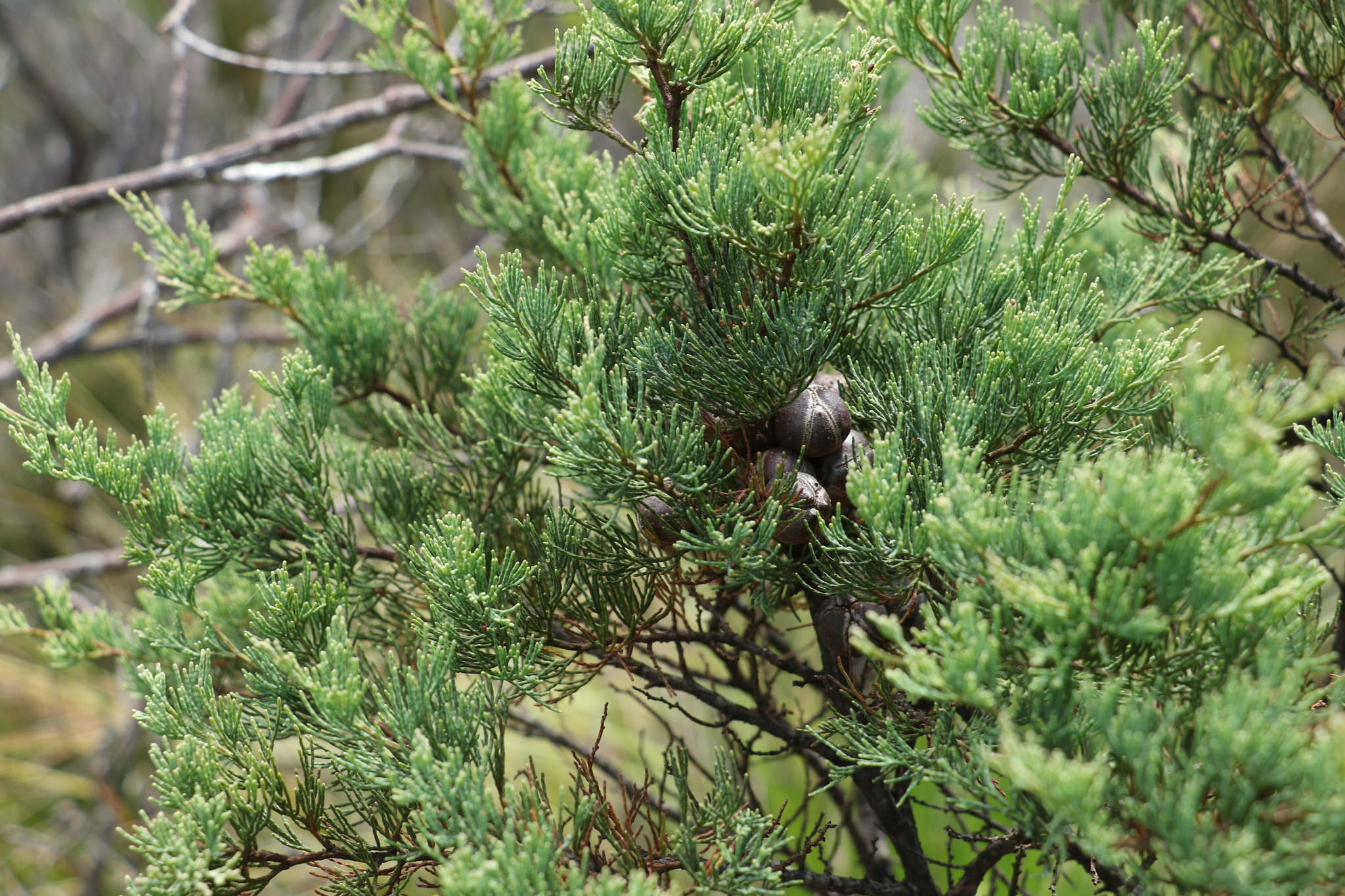
سرو کاج کوتوله

سروکاج کوتوله (نام علمی: Callitris monticola) نام یک گونه از سرده سروکاج‌ها است.